# ジュメイラ・ガーデン・シティ
ジュメイラ・ガーデン・シティ(Jumeirah Garden City)は、アラブ首長国連邦・ドバイのジュメイラ地区内陸部に計画中の大規模再開発計画。

## 概要
世界的な景気後退の現状でも、「2015年ドバイ戦略プラン」の柱として、ドバイ首長・ムハンマド・ビン＝ラーシド・アール＝マクトゥームによって推し進められている再開発計画である。
予定地はシェイク・ザーイド・ロードの北側に位置し、ブルジュ・ハリファやビジネスベイなどの再開発地に隣接している。計画はシカゴの建築設計会社 Adrian Smith + Gordon Gill Architecture社 の手で進められている。土地改良を行うため、計画予定地に現在居住している10万人の低所得者の大規模な移転を伴う。都市周辺部の住宅事情を改善する目的で、予定地に今ある老朽化した住居を取り壊し、低層から超高層までの集合住宅を建設する。新たな居住人口は5万人から6万人を想定しており、計画全体の完成まで12年間を予定している。ジュメイラ・ガーデン・シティは12の街区からなり、そのうち6地区が第一次計画で住居やオフィスが造られる。第一次計画の完成は2011年末の予定。その後、第一次計画の街区の周囲に取り囲むように公園や緑地が造成される。
デベロッパーのMeraas社は、ジュメイラ・ガーデン・シティのランドマークとして、8つの超高層ビルを建設する計画である。以下の計画が既に発表されている。
- 1 ドバイ: タワー1からタワー3の3棟から成り、タワー1は高さ600m。
- 1 パークアヴェニュー: 高さ550m、116階建て。
- メラアス・タワー: 高さ550m、112階建て。

またプロジェクトの一環で、高さ2,400m（400階建）のハイパービルディング「ドバイ・シティ・タワー」（2025年完成目標）の構想もある。